# Hidryta atlantica
Hidryta atlantica är en stekelart som beskrevs av Horstmann 1990. Hidryta atlantica ingår i släktet Hidryta och familjen brokparasitsteklar. Inga underarter finns listade i Catalogue of Life.